# Liste der Kulturdenkmäler in Lautzenhausen
In der Liste der Kulturdenkmäler in Lautzenhausen sind alle Kulturdenkmäler der rheinland-pfälzischen Ortsgemeinde Lautzenhausen aufgeführt. Grundlage ist die Denkmalliste des Landes Rheinland-Pfalz (Stand: 27. Oktober 2023).

## Einzeldenkmäler
| Bezeichnung | Lage                          | Baujahr                            | Beschreibung                                                                                                | Bild |
| ----------- | ----------------------------- | ---------------------------------- | --- | ---- |
| Wohnhaus    | Büchenbeurener Straße 11 Lage | zweite Hälfte des 19. Jahrhunderts | ehemalige Schule (?); Walmdachbau mit Kniestock, teilweise verschiefert, zweite Hälfte des 19. Jahrhunderts | BW   |